# Храм Святой Параскевы Пятницы (Чернигов)
Храм святой Параскевы Пятницы (укр. П’я́тницька це́рква в Чернігові , Хра́м Св. вмч. Параске́ви П’я́тниці на́ Торгу́) — православный храм в Чернигове. Принадлежит Православной церкви Украины. Расположен в центральной части Чернигова за городским театром, среди сквера, где когда-то находился черниговский рынок.
Первоначально храм был возведён в конце XII — начале XIII века. Название получил в честь святой Параскевы Иконийской, которая, согласно православной традиции, считалась покровительницей торговли и купечества. В XVII-XVIII веках подвергся радикальным перестройкам в барочных формах. Во время Великой Отечественной войны значительно разрушен, к 1962 году восстановлен в предположительно первоначальном облике.

## История
Точное время и обстоятельства постройки Пятницкого храма в Окольном городе Чернигова, на торгу, неизвестны. По стилю и технике строительства его относят к концу XII — началу XIII века: это было время обострения междоусобной борьбы в Южной Руси и частой смены князей. Высказывались предположения, что постройка этой церкви была заказана Игорем Святославичем — героем «Слова о полку Игореве», княжившим в Чернигове примерно в 1198—1201 гг., или Рюриком Ростиславичем (если он успел занять черниговский стол перед своей смертью в 1212 году). Распространена гипотеза, что постройкой руководил зодчий Пётр Милонег, которому также приписываются церкви св. Василия Великого в Овруче и Апостолов в Белгороде-Киевском.
Первое упоминание о реставрации храма датируется 1670 годом, когда на средства черниговского полковника Василия Дунина-Борковского была сделана новая кровля. В 1676 и 1690-х годах им же была проведена полная реставрация и перестройка храма. Предположительно, работы велись под руководством архитектора Ивана Зарудного. После реставрации храм приобрёл вид семибанного храма с барочными фронтонами (на восточном фронтоне очерчивался герб гетмана Ивана Мазепы). В XVII веке, храм был центром Пятницкого женского монастыря, который располагался близ городского рынка на Пятницком поле. Сооружения монастыря составляли срубные кельи, а от рынка его отделяла деревянная стена.
В 1750 году в монастыре произошёл пожар, от которого пострадал и храм. В 1755 году храм был восстановлен, а также к нему были пристроены барочные пристройки, над которыми были сделаны небольшие грушевидные купола.

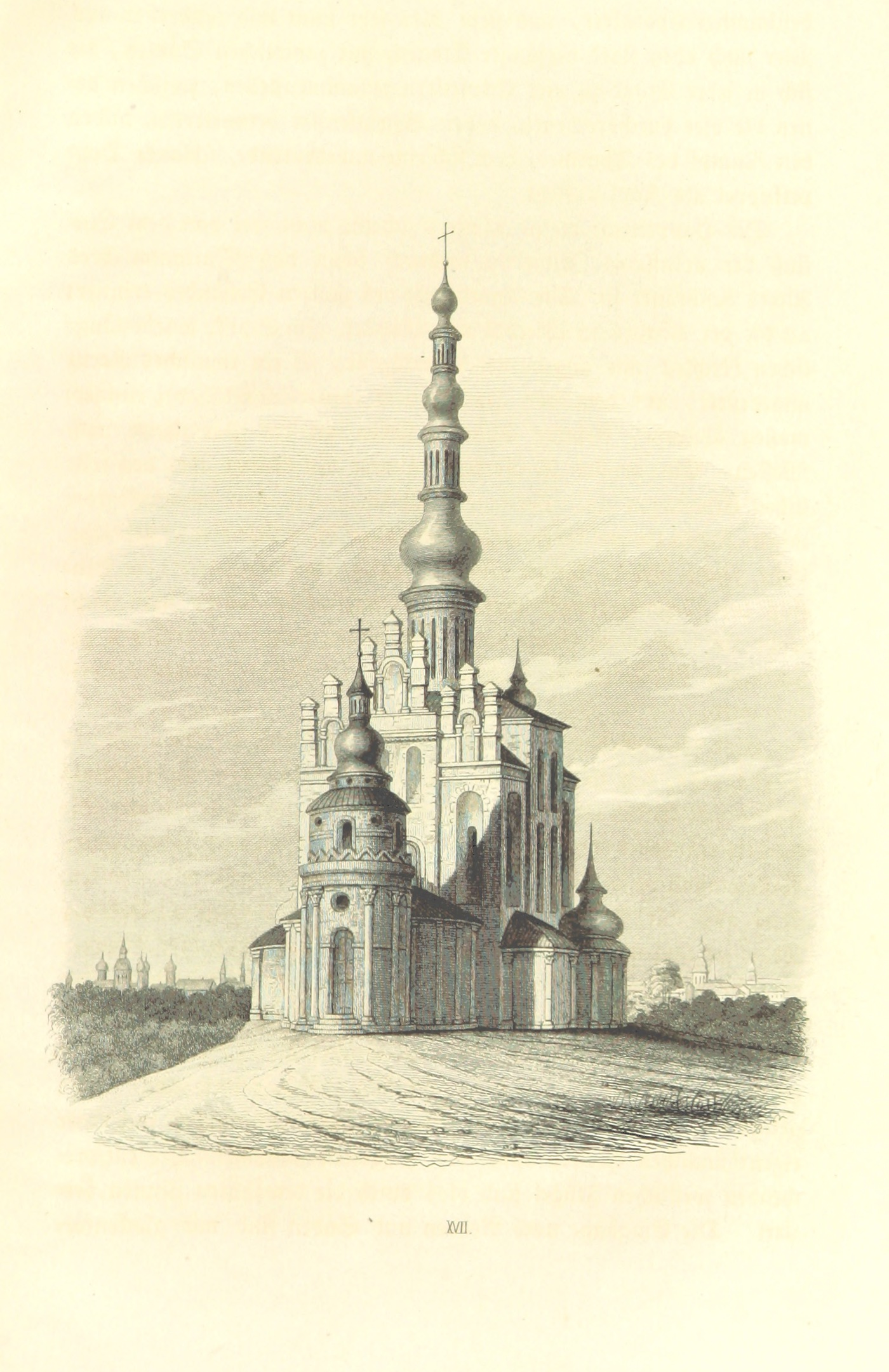
Храм святой Параскевы Пятницы, 1840

В 1786 году, по указу Екатерины II, в ходе начавшейся секуляризации, пятницкий женский монастырь был ликвидирован, а все деревянные постройки разобраны (Пятницкий монастырь на 1786 год, по описанию Афанасия Шафонского, состоял из храма святой Параскевы, трапезного деревянного храма Иоанна Предтечи, деревянной колокольни, которая размещалась над воротами).
В 1818—1820 годах построена двухэтажная колокольня (архитектор А. Карташевский; в 1962 году колокольню разобрали). В колокольне некоторое время существовал храм Святого Прокопия. После закрытия монастыря на его месте хотели создать народное училище, но эти планы не осуществились. С 1820-х годов на территории бывшего Пятницкого монастыря находились торговые лавки и ряды.
Необычна его центрическая ступенчатая композиция. Исследователи (Горностаев, Лашкарёв и другие) предполагали, что под барочным убранством скрыты формы древнерусского здания, однако каждый высказывал мнение, что постройка была или разрушена до половины и отстроена в XVII веке, или часть старых материалов использовалась при ремонтах стен и крыш (ни один не догадывался что древнерусская постройка существовала в своём первоначальном виде, однако была значительно искажённая пристройками).
На 1916 год храм имел землю с погостом в 633 квадратных сажени. На территории находились два деревянных дома для церковнослужителей, кирпичные лавки, которые сдавались в аренду. Действовала церковная библиотека, насчитывавшая 200 книг. При храме функционировали два учебных заведения. Приход составлял 91 двор — 963 человека обоих полов и разного социального положения: 195 дворян, 36 человек духовенства, 542 крестьянина, 43 воина.
Постановлением Кабинета Министров УССР от 24.08.1963 № 970 присвоен статус памятник архитектуры национального значения с охранным № 815.

## Разрушение и реставрация

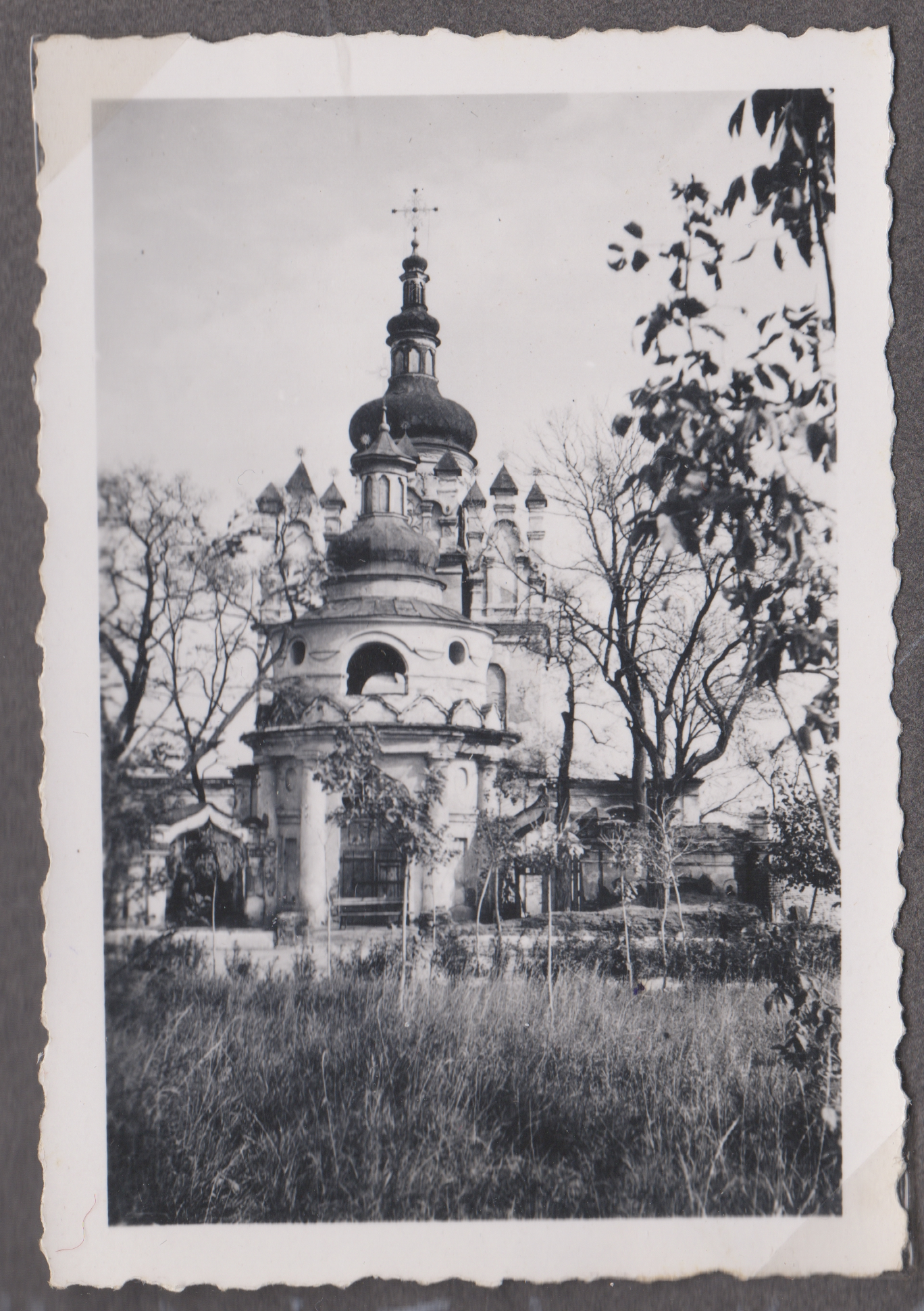
1941

Во время немецкого наступления на Чернигов в ходе Великой Отечественной войны, 23 августа 1941 года, храм выгорел от попаданий германских зажигательных бомб, а после освобождения Чернигова от немецкой оккупации, 25 сентября 1943 года, обрушился в результате новой бомбардировки.
В декабре 1943 года в Чернигов приехал советский исследователь древнерусского зодчества Петр Дмитриевич Барановский. На то время от храма остались только алтарная часть, два восточные столба, часть северной стены и восточная часть с остатками арок и основанием купола. Практически неповреждённой оставалась также ротонда-колокольня 1820 года.
По воспоминаниям А. К. Адруга, доцента кафедры этнологии, археологии и краеведческо-туристической работы института истории, этнологии и правоведения им. Лазаревского, осенью 1943 года встал вопрос о сносе руин храма. О таких планах вспоминает также черниговский краевед и архитектор А. А. Карнабед. Барановский прибыл в Чернигов в составе комиссии для определения ущерба от преступлений оккупационных властей на территории СССР. Сразу же внимание его было обращено к храму святой Параскевы. Администрация города, ссылаясь на «незначительную историческую ценность здания», решила разобрать храм и расчистить тем самым место для запроектированной площади Победы. Однако оказалось, что сооружение принадлежит не к постройкам XVII века, как утверждалось в источниках, а к сооружениям эпохи Киевской Руси. Исследование памятника, проведённое Барановским, дало неожиданные результаты. Храм совсем не был похож на известные древнерусские сооружения. Всё свидетельствовало о том, что это памятник нового архитектурного стиля, который сформировался на Руси в конце XII века, во времена написания «Слова о полку Игореве».
Был объявлен конкурс на лучший проект реставрационных работ с целью восстановить храм в первоначальном виде. Кроме Барановского, в конкурсе также принимал участие Холостенко. В течение 1943—1955 годов Барановский вместе с архитекторами Асеевым, Игнаткиным, Холостенко исследовали храм святой Параскевы. В 1955—1962 годах продолжались основные реставрационные работы, выполненные мастерами Самойловой, Лапой, Куксой и другими, под авторским руководством Барановского при участии Холостенко. Утраченные части храма восстанавливались за счёт фрагментов стен, найденных при разборе завалов. Также, по периметру тщательно собирали древнерусскую плинфу, а для компенсации недостатка оригинального кирпича на черниговском кирпичном заводе был создан отдельный цех, где было начато изготовление шести разновидностей плинф с оригинальных образцов. Благодаря этому, реставраторам удалось с большой достоверностью воспроизвести все формы строения — одного из самых выдающихся памятников древнерусской архитектуры. Последующие исследования открыли много других сооружений этого архитектурного стиля. В 1962 году по распоряжению главного архитектора города Сергиевского была снесена колокольня. После завершения внутренних работ по реставрации пола по проекту Холостенко в 1972 году, храм был открыт как музей.
С 1972 по 1989 год в храме действовала экспозиция «Пятницкая церковь — памятник древнерусской архитектуры и искусства XII века». С 1991 года храм святой Параскевы — действующий храм Украинской православной церкви Киевского патриархата.
В начале 2000-х годов было сделано интересное открытие: советские реставраторы заштукатурили вымощенный кирпичом в стене крест, датируемый концом XII— началом XIII веков. В настоящее время[когда?] крест расчищен.

## Архитектурные особенности
Храм небольшой по размерам (16×11,5 м в плане), с четырьмя восьмигранными столбами во внутренней части строения, тремя апсидами, высокой главой, с изысканной и гармоничной композицией. В отличие от статических форм сооружений предыдущих времён, данная композиция храма является динамической, что обусловлено новой конструктивной схемой: подпружные арки, традиционно подпиравшие снизу средние своды, здесь вынесены вверх, образуя снаружи второй ярус закомар, а боковые своды уменьшены до четверти окружности и понижены. В результате наружные стены стремительно нарастают вверх тремя рядами арок над основным объёмом. Апсиды в плане имеют трёхлопастный профиль, подобно профилю фасадов. 
Вертикальность сооружения подчёркивается профилированными пилястрами. Вертикальные и криволинейные элементы, которые доминируют в композиции, уравновешиваются горизонтальными ярусами окон второго этажа, пасами декоративных ниш разной формы и масштаба, меандровым фризом, напоминающим архитектуру XI века, сетчатым орнаментом на апсидах. Вертикальные профилированные пилястры на разных высотах завершаются карнизами. Розовый цвет стен сочетается с белыми оштукатуренными декоративными нишами и разноцветными орнаментами на порталах.
Здание построено на фундаменте глубиной 1,4 м. Стены сложены из кирпича в полубутовой технике: заполнение из кирпичного боя и мелких камней на растворе между двумя кирпичными стенками, имеющими перевязки через каждые 5—7 рядов кладки. Внутри западной стены находится лестница на хоры. Столпы квадратные со скошенными углами. В кладку сводов были вложены амфоры-голосники. Пол был выложен поливными керамическими плитками на растворе; отмечены остатки фресковой росписи.

## Галерея

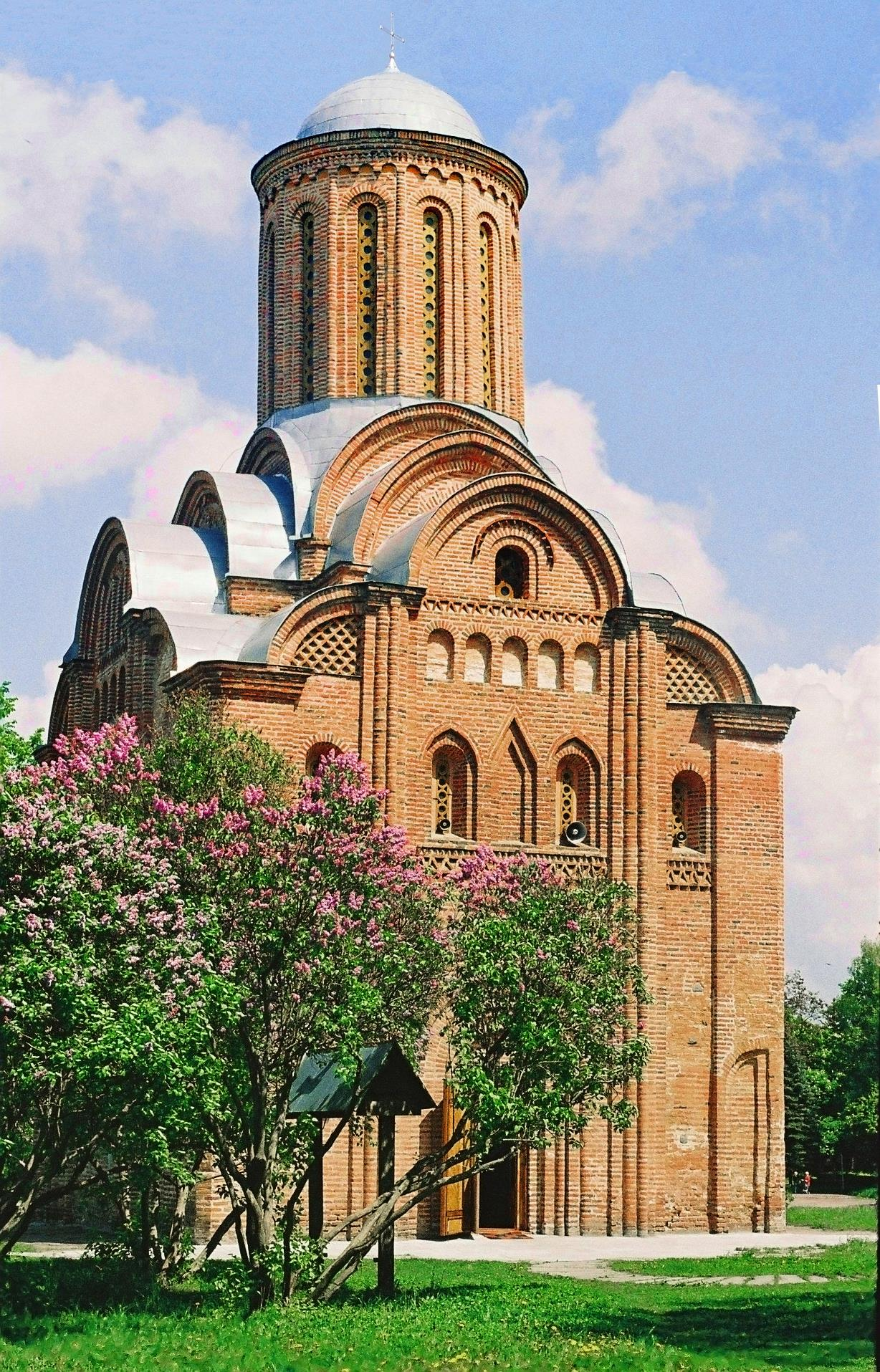
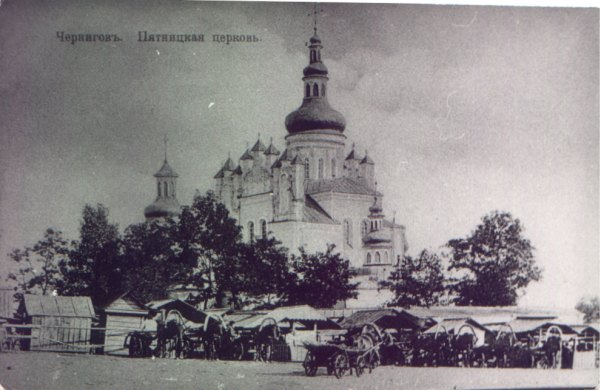
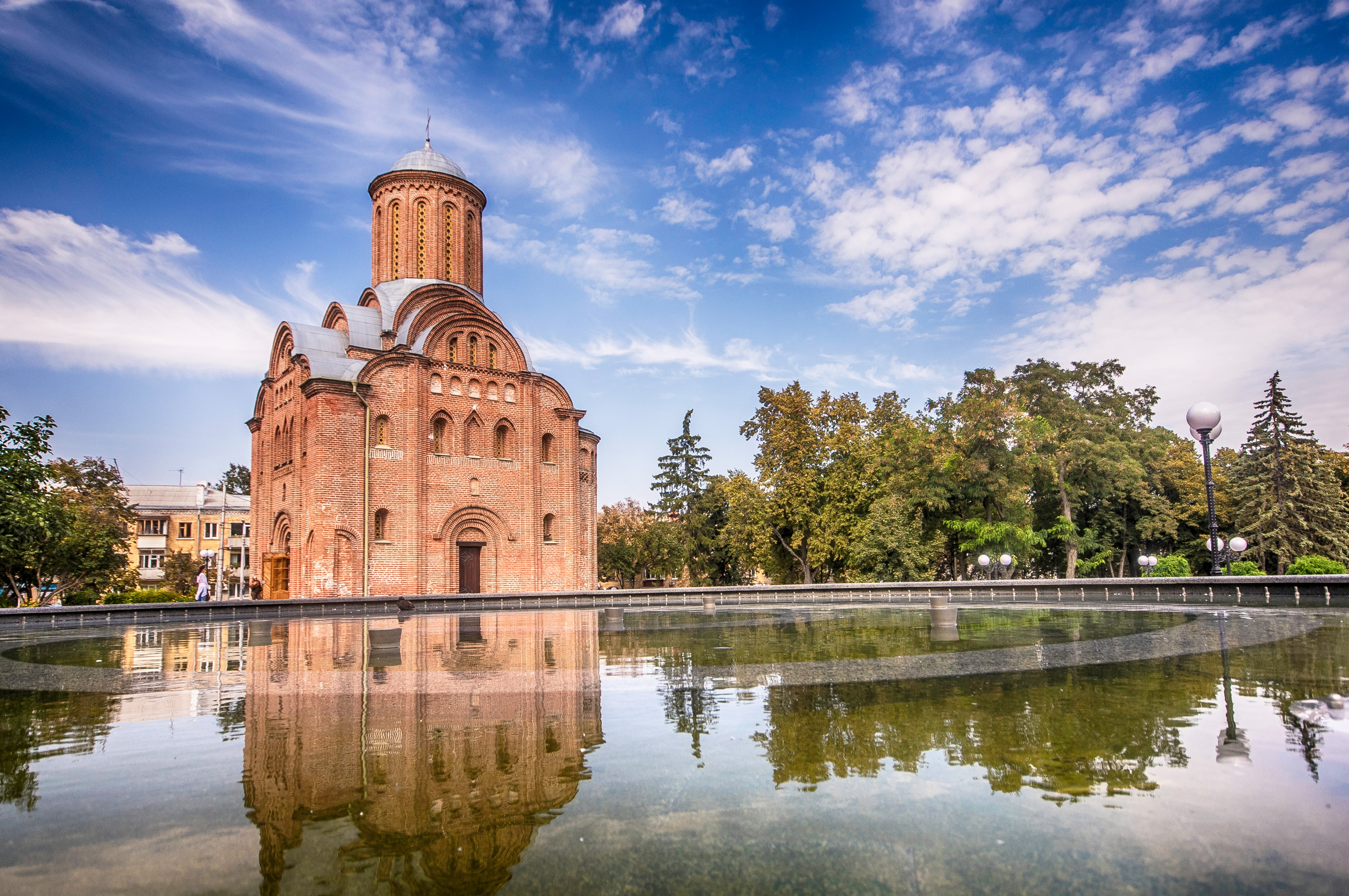
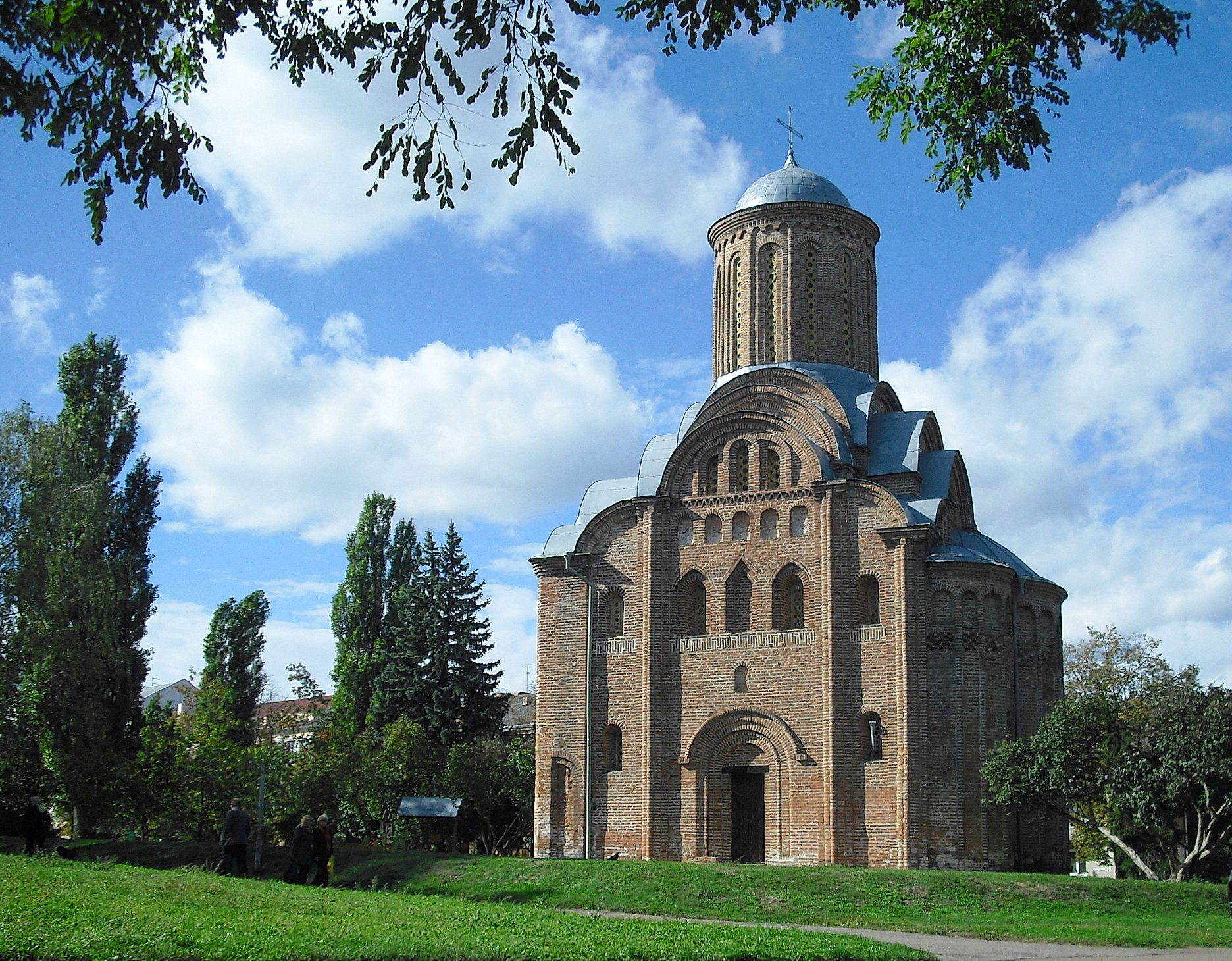
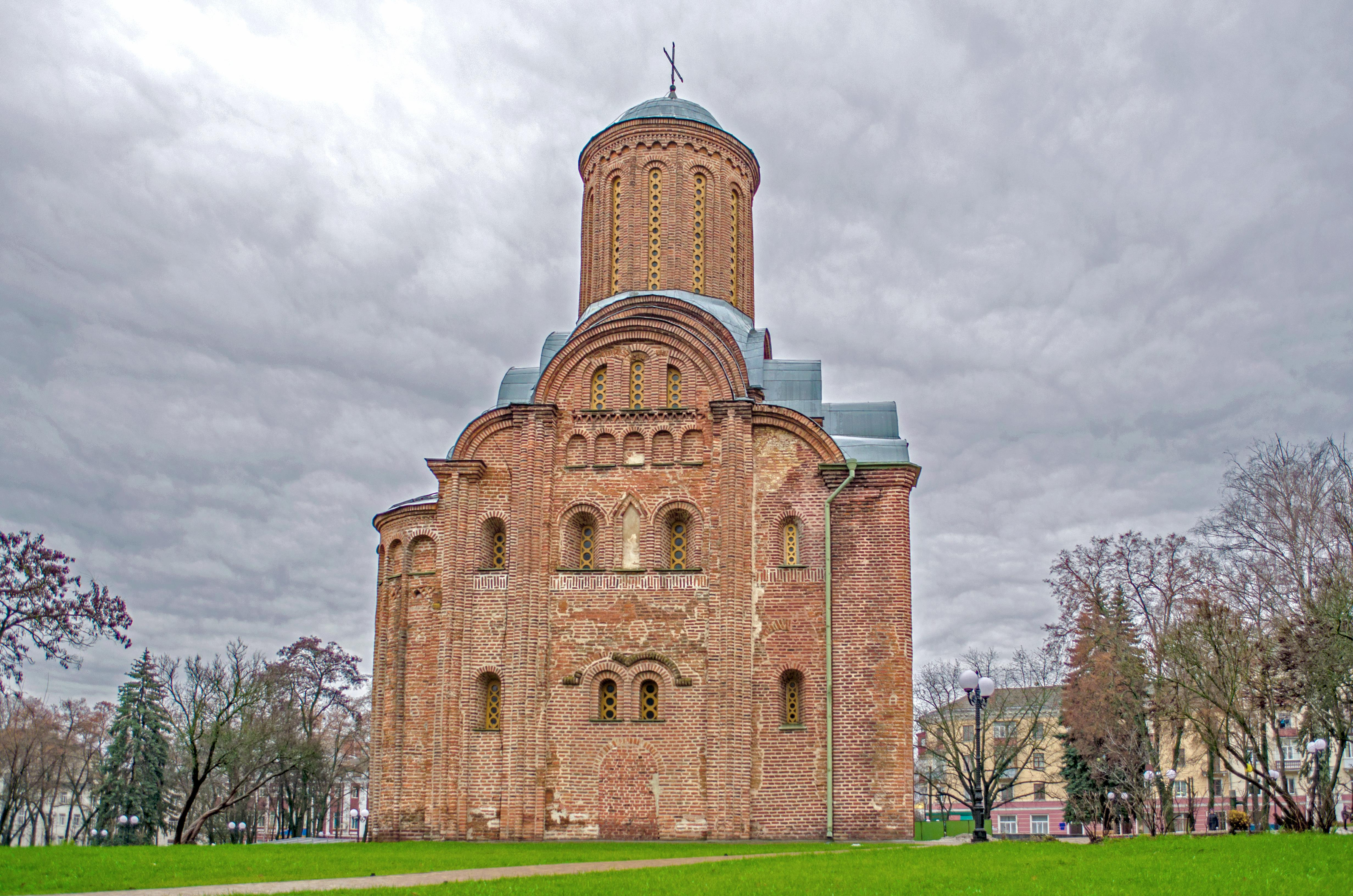
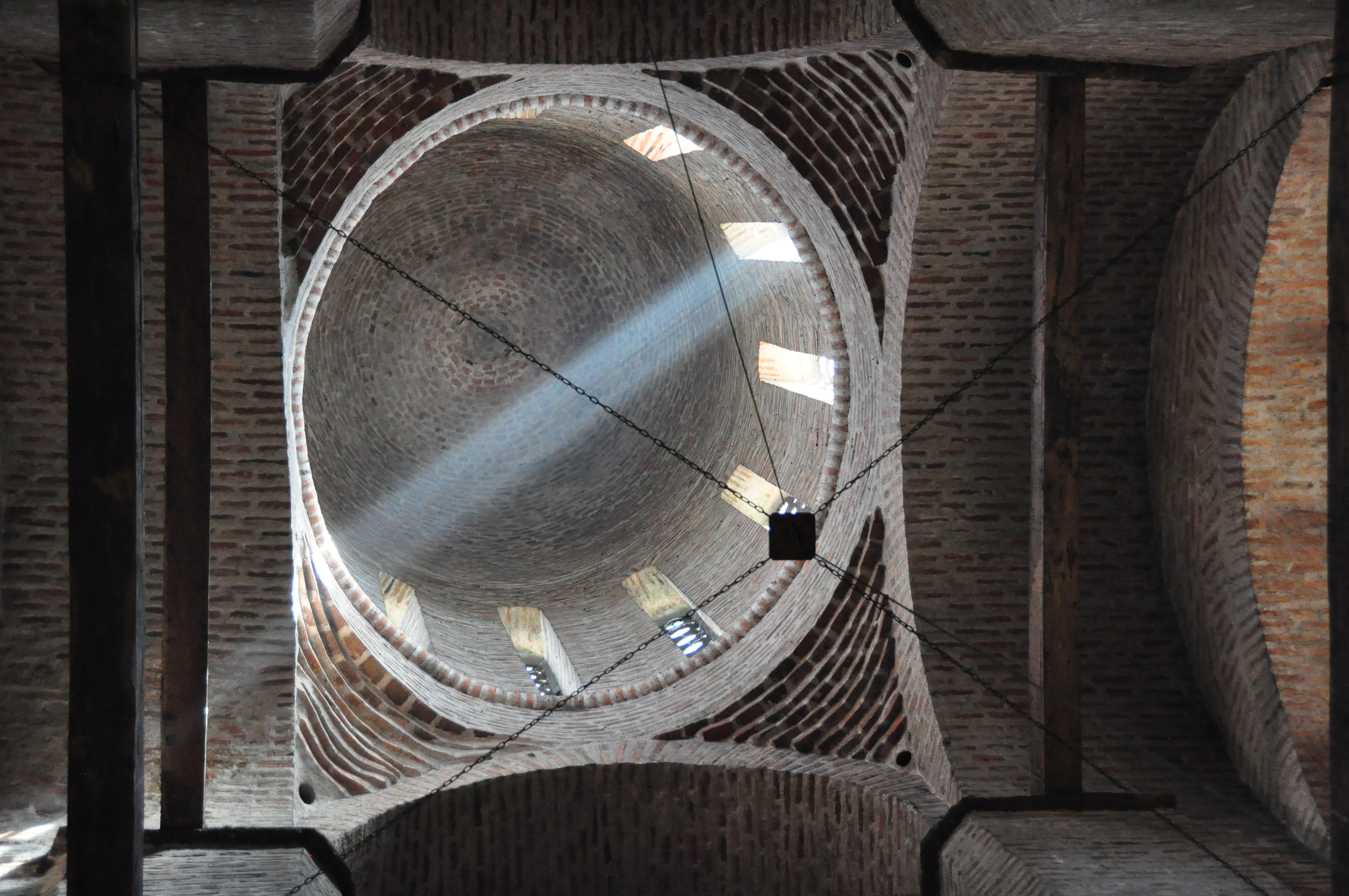
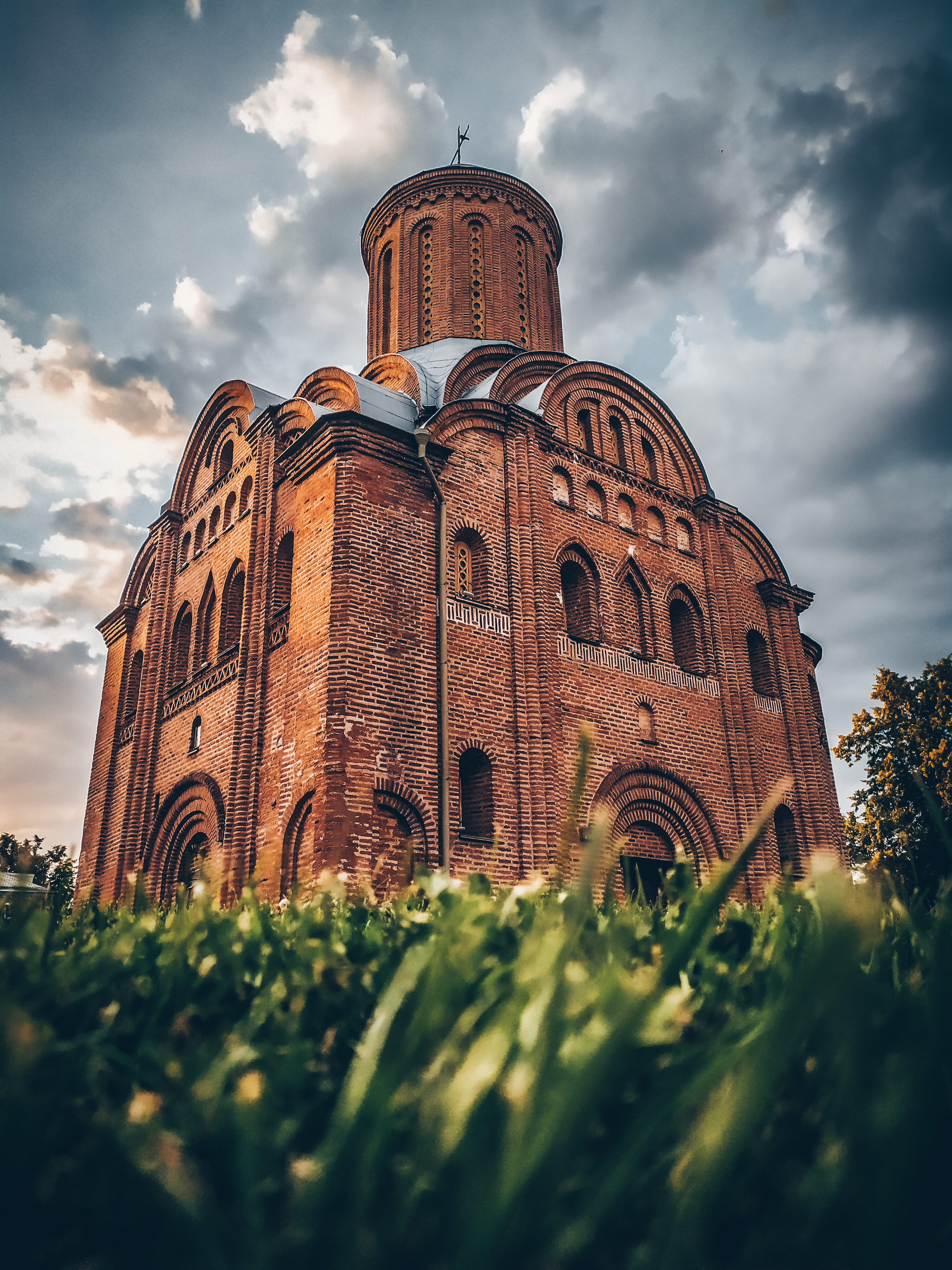

## Настоятели
Настоятель церкви — отец Мирон.